# 久田宗也 (12代)
久田 宗也 (12代)（ひさだ そうや、1925年1月21日-2010年10月22日）は、茶道表千家流久田家十二世家元。
京都市生まれ。本名は和彦、号は半床庵・尋牛斎。十一世無適斎宗也の長男。京都大学文学部史学科卒。十三世即中斎千宗左に師事。

## 著書
- 『茶の道具』日本放送出版協会 1981
- 『茶の湯への誘い』主婦の友社 1982
- 『利休わび茶の世界』日本放送出版協会 1990
- 『重春 四季の茶心』芸艸堂 1995

### 共編著・監修
- 『京の茶家』井口海仙,中村昌生共編 墨水書房 1969
- 『無適齋日録 : 昭和二十一年』編 河原書店 1978
- 『茶の湯用語集』編 主婦の友社 茶の湯案内シリーズ 1986
- 『永楽善五郎』共著 光村推古書院 1995
- 『京のかくれ話 歴史・人物』監修 西村豁通編 同朋舎 1997
- 『茶の湯の美と心 表千家歴代家元の好みに見る』千宗左監修 清水実共著 講談社 2004

校注
- 「草人木」(校註並びに解題) 『茶道古典全集 第3巻』淡交新社 1960

## テレビ
- 趣味百科『茶の湯』 NHK教育テレビジョン
- 婦人百科『茶の湯の四季』 NHK教育テレビジョン

## 論文
- <久田宗也